# 只見幹線
只見幹線（ただみかんせん）は電源開発送変電ネットワーク（通称 J-POWER送変電）が所有する送電線。

## 概要
電源開発田子倉発電所（福島県南会津郡只見町）～西東京変電所（西東京送変電事業所）（東京都町田市・神奈川県川崎市麻生区）を結ぶ送電線。この間にはJ-POWER送変電と東京電力パワーグリッドの両社が保有する変電所を複数経由しており、これらの変電所から他の送電線との連係もおこなっている。

## 沿革
- 1959年5月、田子倉発電所運転開始と同時に、只見幹線と電源開発南川越電力所（埼玉県川越市）が運転開始。送電電圧は27.5万キロボルト。
- 1999年4月16日、東京電力新坂戸変電所（埼玉県坂戸市）と東京電力（当時）東群馬変電所（群馬県沼田市）の間の区間で、送電電圧を50万キロボルトに昇圧。送電容量も72万キロワットから、750万キロワットへ増加。[1]